# Dušan Petrović
Dušan Petrović (kyrilliska: Душан Петровић), född 8 september 1966 i Šabac i Socialistiska republiken Serbien i SFR Jugoslavien, är en serbisk politiker.
Petrović var medlem i Serbiens demokratiska parti sen 1992. Han var Serbiens justitieminister från 15 maj 2007 till 7 juli 2008.
Han har tagit juridikexamen vid Belgrads universitet. Från 1992 till 2000 arbetade han som jurist, därefter tillträdde han som borgmästare i sin hemstad Šabac.